# Garypinus mirabilis
Espèce
Garypinus mirabilis est une espèce de pseudoscorpions de la famille des Garypinidae.

## Distribution
Cette espèce est endémique d'Hawaï aux États-Unis. Elle se rencontre sur Kauai et Hawaï.

## Publication originale
- With, 1907 : On some new species of the Cheliferidae, Hans., and Garypidae, Hans., in the British Museum. Journal of the Linnean Society of London, Zoology, vol. 30, p. 49-85 (texte intégral).